# ショーン・ドーソン
ショーン・ドーソン（Shawn Dawson, 1993年12月12日 - ）は、イスラエル・エイラート出身のバスケットボール選手。ポジションはスモールフォワード。

## 来歴
1993年にBPLで20年間プレーしたアフリカ系アメリカ人の父ジョーとイスラエル人の母との間にエイラートで生まれる。11歳の時に両親は離婚。14歳の時に父と弟と共にレホヴォトに引っ越し、マッカビ・リション・レジオンのユースチームに入団。2012年にトップチームデビュー。2013-14シーズンに頭角を表し、翌2014-15シーズンは、リーグプレーオフで平均21.1得点 7.4リバウンドを記録し、リーグのライジングスター賞を受賞するなど、注目の存在となり、2015年のNBAドラフトにエントリーするも、指名外に終わり、ドーソンは2015-16シーズンも同チームでプレー。平均15.7得点 6.0リバウンド 3.0スティールを記録。 リーグファイナルではハポエル・エルサレムBCを下し、リーグ初優勝の原動力となった。
ドーソンは2016年夏に渡米し、NBAサマーリーグでワシントン・ウィザーズの一員として参加。8月12日にニューオーリンズ・ペリカンズとトレーニングキャンプに関する契約を結び、NBA入りを目指したが、開幕前の10月21日に解雇され、古巣のマッカビ・リション・レジオンに復帰した。

## イスラエル代表
2015年にリオデジャネイロオリンピック出場権を懸けたFIBAヨーロッパ選手権でイスラエル代表デビューを果たした。